# 矢野百合子
矢野 百合子（やの ゆりこ、1954年 - ）は、日本の朝鮮語会議・放送通訳者・翻訳家。立教大学兼任講師。インタースクール通訳科講師。
国際基督教大学（ICU）比較文化研究科博士後期課程満期退学。

## 人物
学生時代に参加したワークキャンプでエネルギッシュな韓国に魅了され、1979年、朴正煕大統領暗殺の1カ月前に韓国留学。
1980年のソウルの春と光州事件、民主化の高揚と弾圧、友人たちの逮捕・投獄、学生や労働者の焼身自殺をリアルタイムで現地で経験しながら、韓国の明知大学で日語日文学科専任講師として日本語を教える傍ら、韓国の家庭に入る。
1982年から会議通訳。1993年までは主にソウルで通訳に従事。子育てと並行する傍ら、日韓を往復し、日本昭和女子大学での韓国語講師も担当。
その間、通訳の仕事を何度も頼まれたことが契機となり、帰国後の94年にオーディションを受け、NHK・BS1韓国KBSニュース放送通訳者を担当。
韓国KBSニュースの時差同通や歴代大統領の就任演説等で同時通訳を担当する傍ら、サイマル等通訳エージェントで会議通訳に従事。
映画監督、韓流スターの通訳も担当。東京女子大学、ICU ほかで語学・文化科目を担当。

## 略歴
- 国際基督教大学（ICU）比較文化研究科修士課程卒業
- 国際基督教大学（ICU）比較文化研究科博士後期課程満期退学
- 1994年～　NHK・BS1韓国KBSニュース放送通訳者

## 私生活
- 娘と猫2匹がいる[6]。
- SF小説とファンタジーを好む[6]。

## 出版作品
- 訳書『民衆による平和と統一』（著：文益煥，新教出版社，1986 年）
- 共著『結婚の比較文化』（勁草書房，2001 年）
- 共著『言葉のなかの日韓関係』（明石書店，2013 年）
- 研究論文『韓国語放送通訳における発話速度と 漢語系語彙の関連性』（2013年）
- 訳書『文在寅「運命」』（著：文在寅，岩波書店，2018年）